# توم كاسيل
توم كاسيل (بالإنجليزية: Tom Cassell)‏ هو يوتيوبي بريطاني، ولد في 23 يونيو 1993 في مانشستر في المملكة المتحدة.

## روابط خارجية
- توم كاسيل على موقع IMDb (الإنجليزية)